# 万宝镇 (安图县)
万宝镇，是中华人民共和国吉林省延边朝鲜族自治州安图县下辖的一个乡镇级行政单位。

## 行政区划
万宝镇下辖以下地区：
东盛社区、兴农村、万宝村、新立村、江北村、马趟岭村、永富村、太平村、大顶子村、新兴村、江源村、东安村、金化村、前进村、共荣村、古城村、矿山村和红旗村。